# Peugeot 408 (2022)
Peugeot 408 – samochód osobowy klasy kompaktowej produkowany pod francuską marką Peugeot od 2022 roku.

## Historia i opis modelu

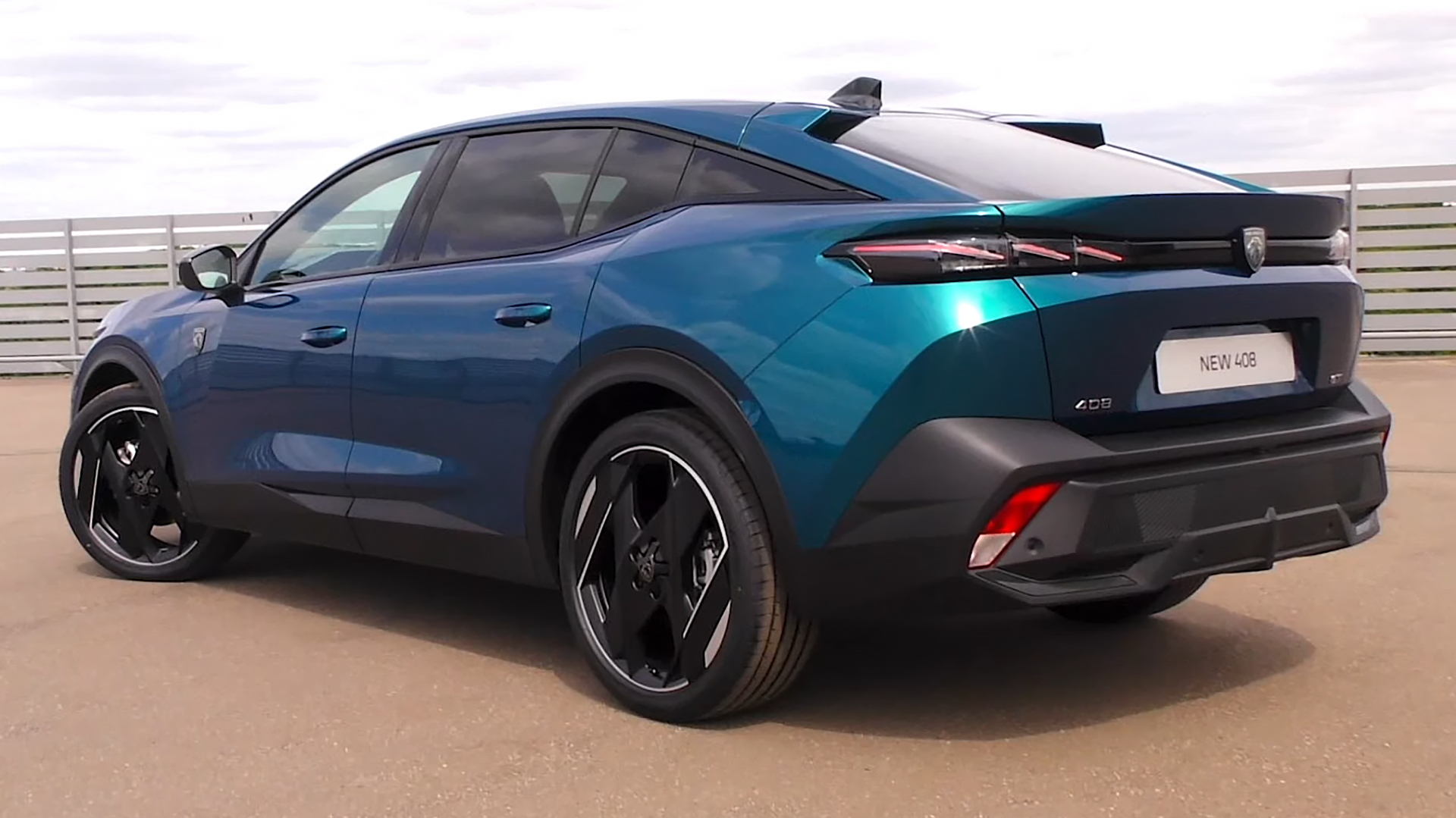
Peugeot 408 GT - tył

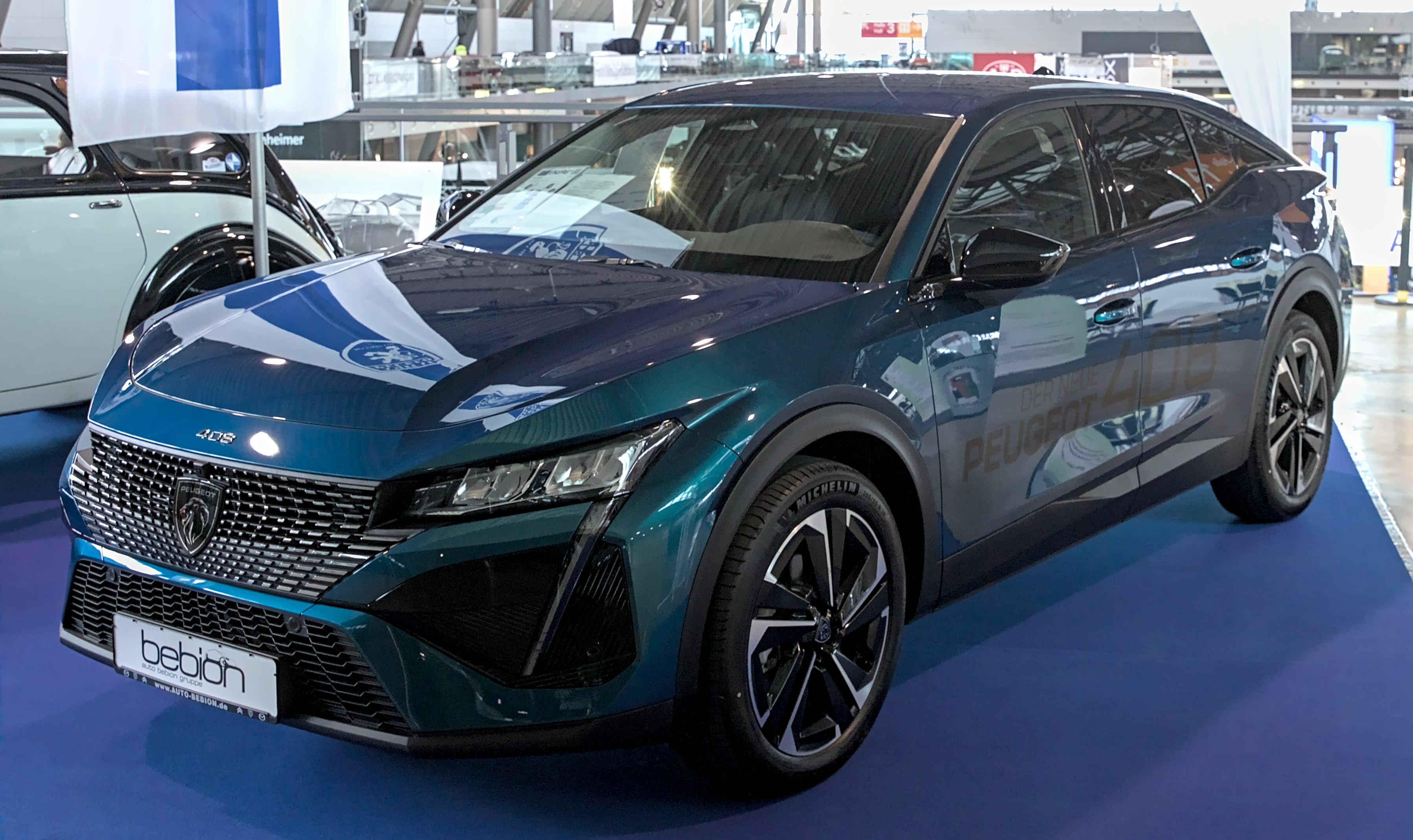
Peugeot 408 Allure

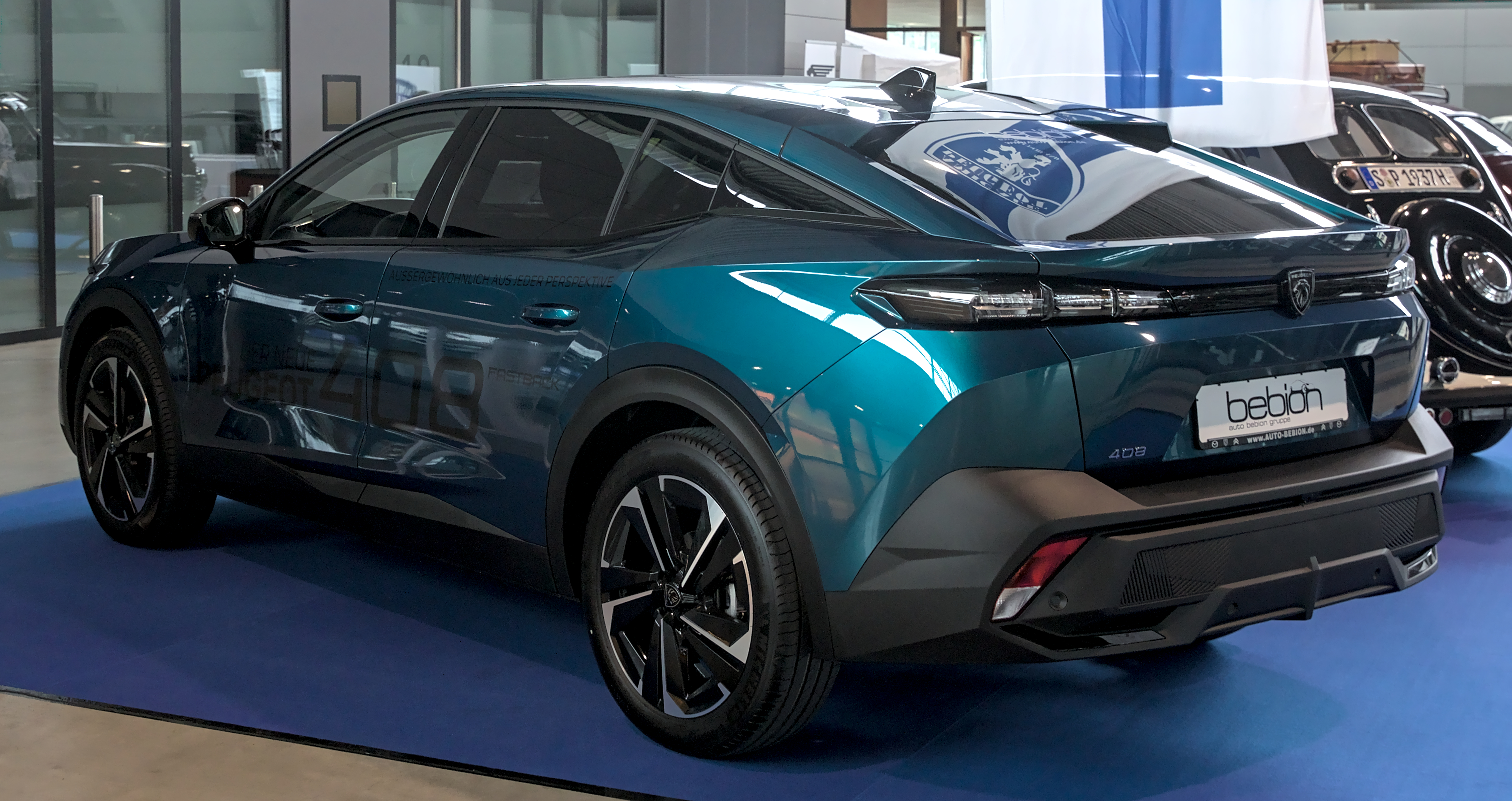
Peugeot 408 Allure - tył

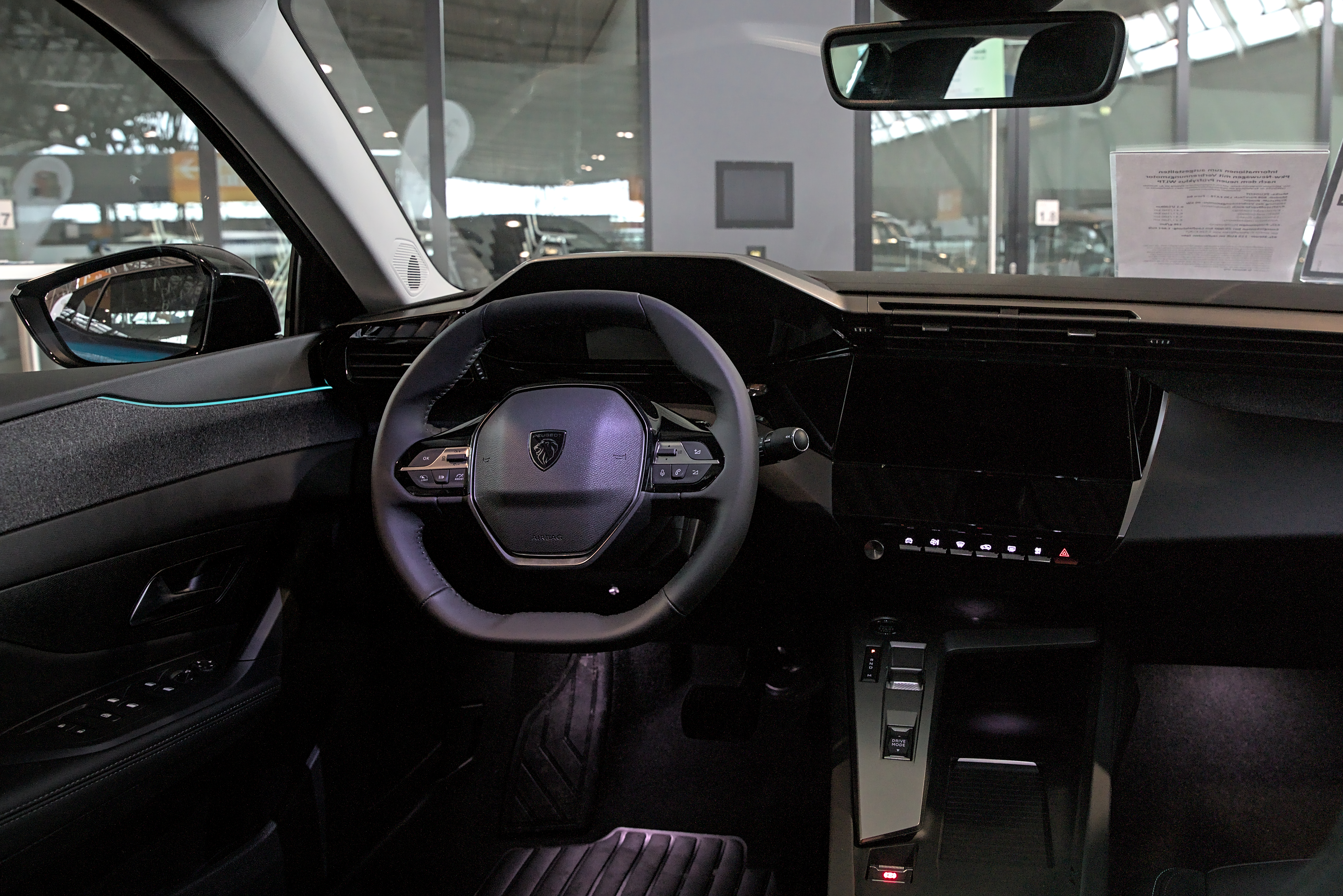
Peugeot 408 - kokpit

Peugeot 408 został oficjalnie zaprezentowany w czerwcu 2022 roku jako zupełnie nowy model w europejskiej gamie francuskiego producenta, plasujący się pomiędzy kompaktowym 308 a flagowym 508. Samochód wykorzystał stosowaną już nazwę, którą od 2010 roku poza Europą m.in. w Chinach nosi inny, kompaktowy sedan. Proces rozwojowy nowego kompaktowego modelu Peugeota trwał 7 lat, stanowiąc rozwinięcie przedstawionego w 2017 roku futurystycznego prototypu Peugeot Instinct Concept. 
Samochód oparto na platformie EMP2 powstałej jeszcze za czasów koncernu Groupe PSA, wspóldzieląc ją m.in. z blisko spokrewnionym Peugeotem 308 trzeciej generacji. Z modelem tym 408 dzieli m.in. cechy stylistyczne pasa przedniego i koncepcję agresywnie ukształtowanych reflektorów z wąskimi, umieszczonymi pod kątem pasami LED do jazdy dziennej. Identyczny jest też projekt futurystycznie, nieregularnie ukształtowanej deski rozdzielczej, którą wyróżniło spłaszczone u dołu i góry sześciokątne koło kierownicy, wysoko osadzone zegary w stylu i-Cockpit oraz dwa dotykowe wyświetlacze tworzące konsolę centralną, na czele z głównym 10-calowym.
Peugeot 408 to samochód łączący cechy różnych samochodów. Jest to duży, 5-drzwiowy fastback plasujący się w klasie kompaktowej, który w swojej nietypowej koncepcji łączy także cechy kombi oraz crossovera poprzez plastikowe nakładki na progi i zderzaki. Futurystyczny projekt stylistyczny opracował szef działu projektowego Peugeota Pierre Paul Mattei, nadając mu m.in. masywnie zarysowane nadkola, liczne przetłoczenia, duży przedni wlot powietrza i niebanalne alufelg wahające się od 17 do 19 cali. Linia dachu, która opada dopiero za drugim rzędem siedzeń, pozwoliła na wygospodarowanie przestronnej kabiny pasażerskiej oferującej optymalną przestrzeń dla pasażerów i ładunku w przestrzeni bagażowej.
Podobnie jak inne modele w gamie Peugeota na początku drugiej dekady XXI wieku, do napędu 408 przewidziano zróżnicowaną gamę wariantów napędowych. Podstawowym silnikiem jest benzynowe, trzycylindrowe PureTech 1.2 o mocy 130 KM, które współpracuje wyłącznie z 8-stopniową automatyczną skrzynią biegów. Głównymi odmianami stały się te hybrydowe typu plug-in, rozwijające moc 180 lub 225 KM. Dzięki doładowaniu z gniazdka, bateria ma oferować ok. 60 kilometrów czysto elektrycznego zasięgu według normy pomiarowej WLTP.

### e-408
Poza spalinowymi i spalinowo-elektrycznymi wariantami napędowymi, wzorem mniejszego 308 producent przewidział w dłuższej perspektywie uzupełnienie oferty także o pełni elektryczną odmianę o nazwie Peugeot e-408. Debiutując na początku 2024 roku, dla kompaktowego modelu przewidziano napęd nowej generacji składający się z 156-konnego silnika elektrycznego i 54 kWh baterii. Na jednym ładowaniu samochód ma być w stanie przejechać ok. 400 kilometrów.

### Sprzedaż
Peugeot 408 został zbudowany głównie z myślą o rynku europejskim, gdzie przedsprzedaż topowej i zarazem limitowanej First Edition rozpoczęła się w październiku 2022 roku. Początek regularnych dostaw pozostałych wariantów wyposażeniowych i napędowych zaplanowano na styczeń 2023 roku, z produkcją odbywającą się we francuskich zakładach Peugeota w Miluzie. Na rynku chińskim, gdzie do lokalnej produkcji wyznaczono zakłady Dongfeng Peugeot w Wuhan, producent nadał kompaktowemu liftbackowi nazwę Peugeot 408X dla odróżnienia od oferowanego tam już pod nazwą 408 kompaktowego sedana.

### Silniki
Benzynowe:
- R3 1.2l PureTech 130 KM

Hybrydowe:
- R3 1.2L Hybrid 136 KM

Hybrydowe plug-in:
- R4 1.6l PHEV 180 KM
- R4 1.6l PHEV 225 KM